# Dame mit Rose
Dame mit Rose, auch Lady with the Rose oder Portrait de Mlle ***, ist ein Porträt des US-amerikanischen Malers John Singer Sargent. Es entstand im Jahr 1882 und zeigt die zu dem Zeitpunkt 19-jährige Charlotte Louise Burckhardt. Das Porträt wurde 1882 gemeinsam mit Sargents Gemälde El Jaleo während des Salon de Paris gezeigt und führte unter anderem dazu, dass Sargent von Margaret Stuyvesant Rutherford mit dem Porträt Mrs. Henry White beauftragt wurde.

## Entstehungsgeschichte
Sargents Biograf Olson hat die Familie Burckhardt als eine typische Familie von Emigranten bezeichnet, die kurz aus dem Dunkel auftauchen, weil sie für eine bestimmte Zeit mit dem Leben von historisch bedeutsamen Personen verknüpft sind und die dann wieder im Dunkeln verschwinden. Edward Burckhardt war Schweizer aus Basel, Mary Elizabeth Tomes Burckhardt war eine in Europa lebende US-Amerikanerin. Ihre Töchter Valerie und Charlotte Louise wurden 1859 beziehungsweise 1863 geboren. Sie gehörten in der ersten Hälfte der 1880er Jahre zu dem Bekanntenkreis des Malers James Carroll Beckwith und seines Freundes Sargent. Zwischen 1880 und 1885 malte John Singer Sargent jedes Mitglied der Familie, inklusive eines Porträts des Hundes von Louise.
Valerie Burckhardt heiratete 1880 Harold Hadden, und von da an schien Mary Elizabeth Tome Burckhardt alles daran zu setzen, auch ihre zweite Tochter zu verheiraten und zwar mit Sargent. Der gutaussehende Sargent stand zu dem Zeitpunkt am Anfang einer vielversprechenden Karriere und schien in ihren Augen der geeignete Ehemann zu sein. Die sich sehr allmählich entwickelnde Beziehung zwischen den beiden ist vor allem durch die Tagebucheinträge Beckwiths und Briefe von Sargents Schwester Emily an ihre Jugendfreundin Violet Paget belegt. Emily Sargent bezeichnete die Versuche von Mrs. Burckhardt, die beiden miteinander zu verkuppeln, unter anderem als „abscheulich“. Im Sommer 1881 schien ihr Vorhaben jedoch erfolgreich zu sein, Sargent und Louise verbrachten während eines Landaufenthalts der Familie in Fontainebleau und später in der Nähe von Étretat viel Zeit miteinander, so dass von vielen aus dem Umkreis von Sargent und Beckwith eine Verlobung der beiden erwartet wurde. Mit der Rückkehr von Sargent nach Paris kühlte die Beziehung jedoch wieder ab. Das Porträt von Charlotte Louise Burckhardt entstand in dieser Phase der Beziehung. Stanley Olson weist darauf hin, dass Porträts von Freunden eine für Sargent typische Freundschaftsgeste waren. Allerdings ist die Größe des Porträts ungewöhnlich. Es wurde während des Salon de Paris im Jahre 1882 unter dem Titel Portrait de Mlle *** gezeigt und nährte das Gerücht einer bevorstehenden Verlobung. Mrs. Burckhardt erhielt anschließend das überlebensgroße Porträt von Sargent geschenkt.

## Ausführung

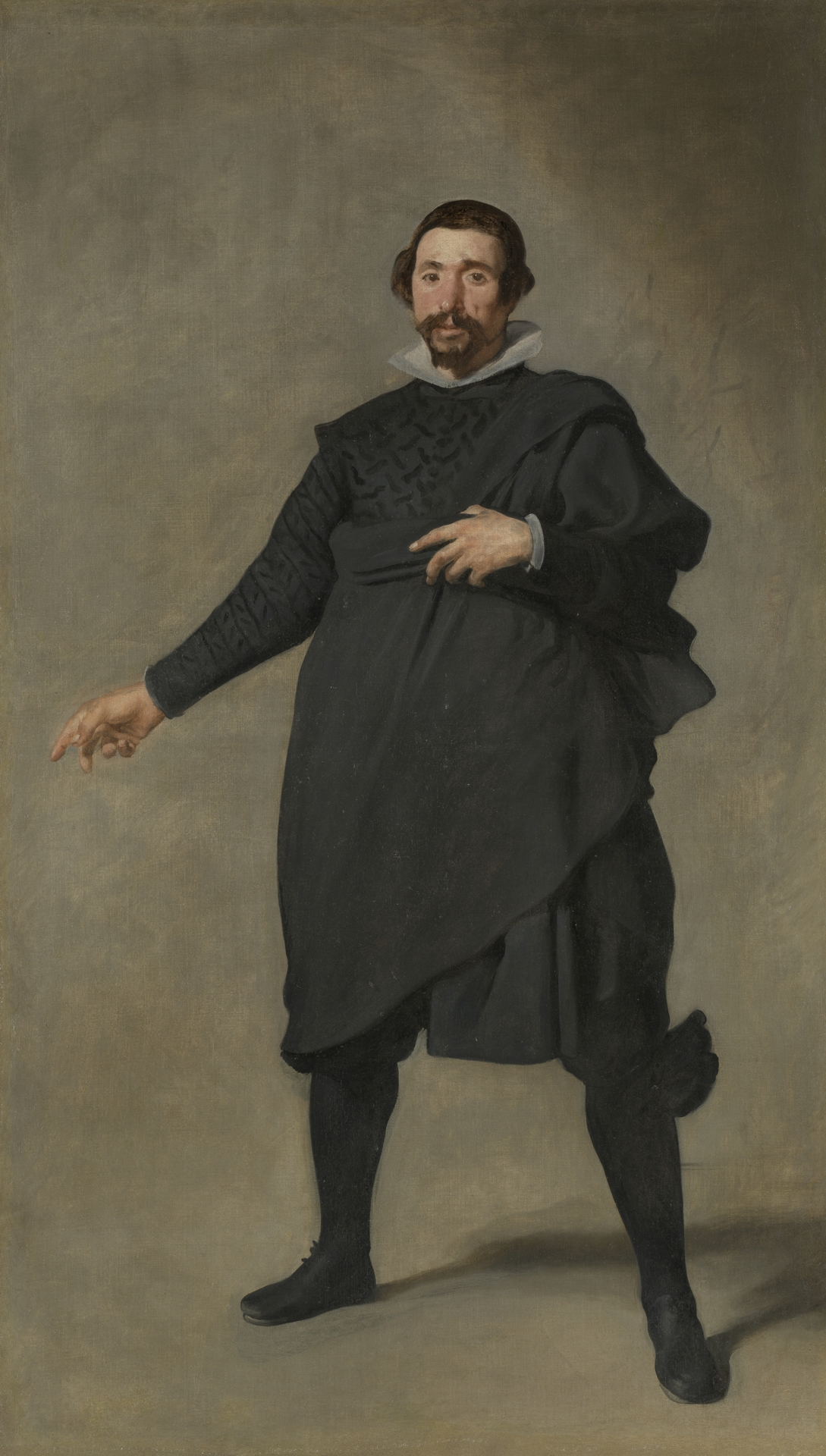
Pablo de Valladolid, 1632–35, Öl auf Leinwand; Prado, Madrid

Dame mit Rose entstand wenige Jahre nachdem Sargent von einer Studienreise aus Spanien zurückgekehrt war, wo er sich unter anderem ausführlich mit dem spanischen Maler Diego Velázquez auseinandergesetzt hat. Dessen Einfluss ist in den zeitnah entstandenen Gemälden Die Töchter des Edward Darley Boit und El Jaleo deutlich erkennbar. Auch in Dame mit Rose ist dieser Einfluss deutlich erkennbar. Charlotte Louise Burckhardt ist in einer Pose gezeigt, die an Velazquez erinnert. Auch die Farbwahl mit den starken Kontrasten von Schwarz und Weiß, der fast monochrome Hintergrund und das Inkarnat erinnern an diesen spanischen Maler.

## Der Salon de Paris des Jahres 1882

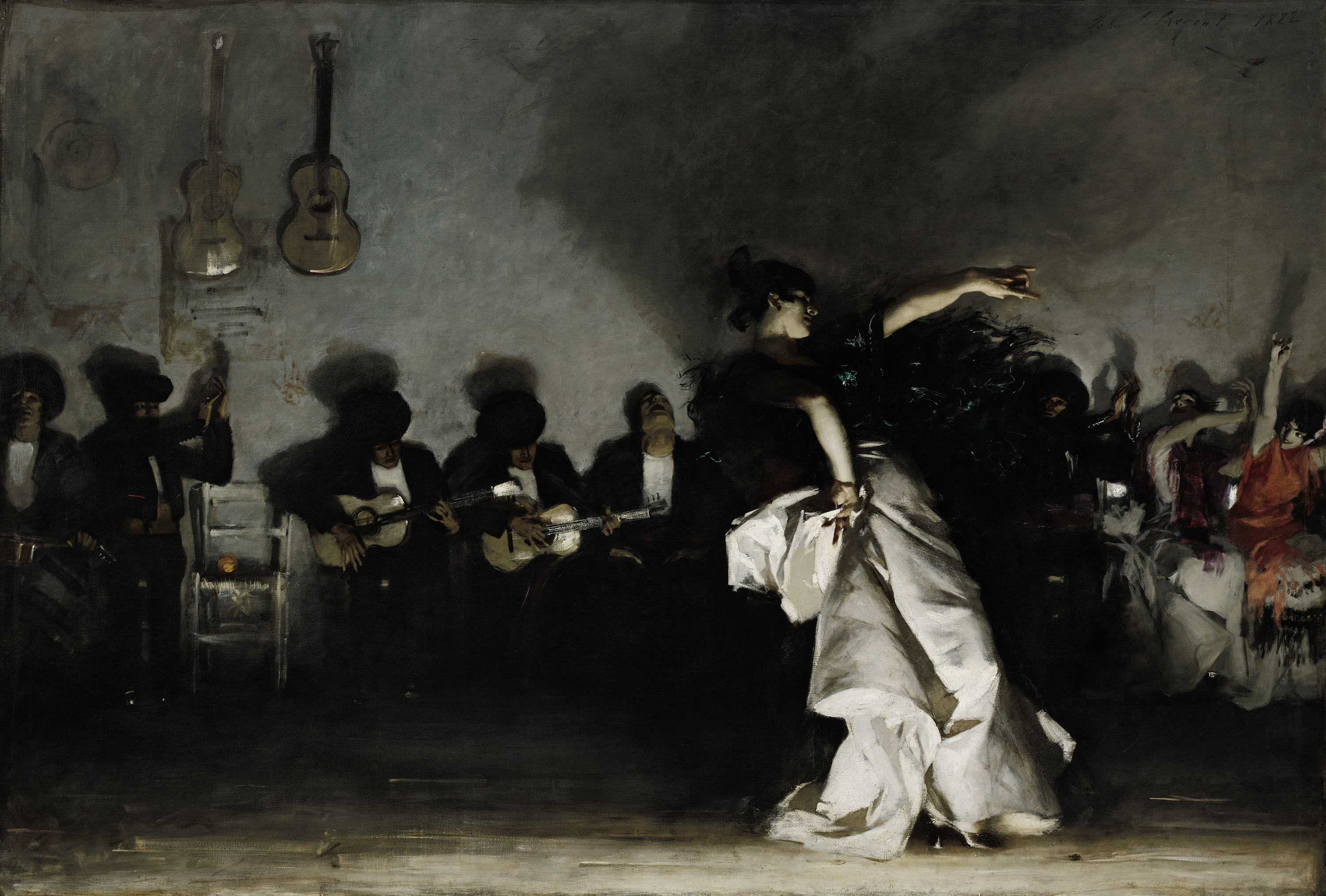
El Jaleo
John Singer Sargent, 1882
232 × 348 cm
Öl auf Leinwand
Isabella Stewart Gardner Museum, Boston

Sargent stellte während des Salon de Paris des Jahres 1882 sein großformatiges Porträt Dame mit Rose gemeinsam mit dem gleichfalls großformatigen El Jaleo aus. Wie schon während des Salon de Paris im Jahre 1880 war es eine bewusste Entscheidung von Sargent, nicht nur ein Porträt, sondern auch ein Genre-Bild auszustellen. Sargents Ruhm als hervorragender Porträtist hatte in den vorangegangenen Jahren stetig zugenommen. Mit El Jaleo und Dame mit Rose wollte Sargent seine Vielseitigkeit erneut unter Beweis stellen. Die Entscheidung erwies sich als richtig. Beide Gemälde wurden in der französischen Öffentlichkeit wohlwollend diskutiert und in Zeitungen und Monatszeitschriften wiedergegeben.

## Provenienz
Portrait de Mlle***, das sehr bald unter der Bezeichnung Dame mit Rose bekannt wurde, blieb im Familienbesitz der Burckhardts. Louise Burckhardt heiratete im September 1889 Arthur Roger Ackerley. Louise starb 18 Monate nach der Hochzeit. Das Porträt vermachte Mary Elizabeth Tome Burckhardt testamentarisch nach ihrem Tod 1899 ihrer ältesten Tochter Valerie Hadden, die es 1932 dem Metropolitan Museum of Art übergab, wo es in Galerie 771 Teil der ständigen Ausstellung ist. Gleichfalls dort ausgestellt ist das Sargent-Porträt Madame X, das Sargent zwei Jahre nach Dame mit Rose während des Salon de Paris ausstellte. Anders als bei Dame mit Rose war Sargent mit diesem Gemälde kein Erfolg beschieden. Es wurde von der Öffentlichkeit und der Kritik sehr kontrovers aufgenommen. Der Misserfolg dieser Ausstellung trug wesentlich dazu bei, dass Sargent seinen Lebensmittelpunkt nach London verlegte.

## Einzelbelege
1. ↑   Stanley Olson: John Singer Sargent - His Portrait. MacMillan, London 1986, ISBN 0-333-29167-0. S. 87
2. ↑   Stanley Olson: John Singer Sargent - His Portrait. MacMillan, London 1986, ISBN 0-333-29167-0. S. 88
3. ↑   Stanley Olson: John Singer Sargent - His Portrait. MacMillan, London 1986, ISBN 0-333-29167-0. S. 89
4. ↑   Stanley Olson: John Singer Sargent - His Portrait. MacMillan, London 1986, ISBN 0-333-29167-0. S. 89
5. ↑   John Singer Sargent: Lady with the Rose (Charlotte Louise Burckhardt)" (32.154). New York: The Metropolitan Museum of Art, aufgerufen am 10. Februar 2021